# Campionati europei di ginnastica ritmica 2014
I Campionati europei di ginnastica ritmica 2014 sono stati la 30ª edizione della competizione continentale. Si sono svolti a Baku, in Azerbaigian, dal 13 al 15 giugno 2014.

## Programma
Orari in UTC+5
- Venerdì 13 giugno

9:30 Qualificazioni cerchio e palla junior - Gruppo A
11:50 Qualificazioni cerchio e palla junior - Gruppo B
14:45 Qualificazioni cerchio e palla junior - Gruppo C
17:00 Cerimonia d'apertura
17:55 Qualificazioni 10 clavette / 3 palle e 2 nastri
- Sabato 14 giugno

9:30 Qualificazioni clavette e nastro junior - Gruppo B
11:50 Qualificazioni clavette e nastro junior - Gruppo C
14:30 Qualificazioni clavette e nastro junior - Gruppo A
17:00 Concorso individuale - Gruppo B
19:15 Concorso individuale - Gruppo A
- Domenica 15 giugno

12:00 Finale cerchio e palla junior
13:00 Finale clavette e nastro junior
14:30 Finale 10 clavette / 3 palle e 2 nastri

## Medagliere
| Pos.   | Paese       | Oro | Argento | Bronzo | Totale |
| ------ | ----------- | --- | ------- | ------ | ------ |
| 1      | Russia      | 8   | 1       | 0      | 9      |
| 2      | Bulgaria    | 1   | 0       | 2      | 3      |
| 3      | Bielorussia | 0   | 4       | 1      | 5      |
| 4      | Azerbaigian | 0   | 2       | 1      | 3      |
| 5      | Ucraina     | 0   | 1       | 1      | 2      |
| 6      | Italia      | 0   | 1       | 0      | 1      |
| 7      | Israele     | 0   | 0       | 3      | 3      |
| 8      | Spagna      | 0   | 0       | 1      | 1      |
| Totale | Totale      | 9   | 9       | 9      | 27     |

## Podi

### Senior
| Evento               | Oro | Punti  | Argento                                                                                              | Punti  | Bronzo | Punti  |
| Concorso individuale | Jana Kudrjavceva | 73,499 | Melicina Stanjuta                                                                                    | 72,416 | Hanna Rizatdinova                                                                                              | 71,649 |
| Concorso a squadre   | Russia Anastasija Maksimova Aleksandra Semënova Diana Borisova Anastasija Tatareva Marija Tolkačëva Dar'ja Avtonomova | 36,566 | Italia Sofia Lodi Marta Pagnini Camilla Patriarca Valeria Schiavi Andreea Stefanescu                 | 34,749 | Israele Alona Koshevatskiy Ekaterina Levina Karina Lykhvar Ida Mayrin Lihi Shochatovitch Yuval Filo            | 34,383 |
| 10 clavette          | Bulgaria Reneta Kamberova Cvetelina Stojanova Cvetelina Najdenova Hristiana Todorova Mihaela Maevska-Veličkova        | 17,766 | Russia Anastasija Maksimova Aleksandra Semënova Diana Borisova Anastasija Tatareva Dar'ja Avtonomova | 17,633 | Spagna Alejandra Quereda Sandra Aguilar Artemi Gavezou Elena López Lourdes Mohedano                            | 17,550 |
| 3 palle e 2 nastri   | Russia Anastasija Maksimova Aleksandra Semënova Diana Borisova Marija Tolkačëva Dar'ja Avtonomova                     | 18,366 | Azerbaigian Aliyə Paşayeva Siyana Vasileva Diana Doman Aleksandra Platonova Aynur Mustafayeva        | 17,650 | Bulgaria Reneta Kamberova Cvetelina Stojanova Cvetelina Najdenova Hristiana Todorova Mihaela Maevska-Veličkova | 17,583 |

### Junior
| Evento             | Oro                                                                       | Punti  | Argento                                                                  | Punti  | Bronzo                                       | Punti  |
| Concorso a squadre | Russia Julija Bravikova Irina Annenkova Olesja Petrova Veronika Poljakova | 96,815 | Bielorussia Maryja Trubač Stėfanija-Safija Manachova Anastasija Rybakova | 94,915 | Azerbaigian Jalə Piriyeva Züleyxa İsmayılova | 94,364 |
| Cerchio            | Julija Bravikova                                                          | 16,750 | Jalə Piriyeva                                                            | 16,300 | Anastasija Rybakova                          | 15,775 |
| Palla              | Irina Annenkova                                                           | 16,300 | Maryja Trubač                                                            | 16,016 | Borjana Kalejn                               | 15,950 |
| Clavette           | Olesja Petrova                                                            | 16,450 | Maryja Trubač                                                            | 16,200 | Linoy Ashram                                 | 15,700 |
| Nastro             | Irina Annenkova                                                           | 15,816 | Valerija Chanina                                                         | 15,750 | Linoy Ashram                                 | 15,650 |